# Museu de Arte Moderna Jesús Soto
O Museu de Arte Moderna Jesús Soto (Museo de Arte Moderno Jesús Soto) é um museu na  Ciudad Bolívar, Venezuela. Foi assim nomeado em homenagem ao escultor Jesús Soto, nascido na cidade. O prédio inaugurado em 1973, é uma obra tardia do arquiteto venezuelano Carlos Raúl Villanueva. O local apresenta um número de obras de Soto como um todo, mas também inclui adicionalmente artistas internacionais, especialmente peças em movimento e dinâmica. 